# Santa Maria delle Grazie Tower
Der Santa Maria delle Grazie Tower, auch Torre di Santa Maria delle Grazie genannt, war ein Wehrturm bei Xgħajra im Süden der Insel Malta. Er wurde 1620 als sechster und letzter der Wignacourt Towers erbaut und ist bis um 1761 bezeugt.
Über Gestalt und Aussehen des Bauwerks haben sich keine genauen Nachrichten erhalten. Stephen C. Spiteri schließt aus den vergleichsweise geringen Baukosten von 4948 Scudi, dass es sich hier um den kleinsten der Wignacourt-Türme gehandelt habe. Auf einer bei Spiteri abgedruckten Planskizze ist zu erkennen, dass der Turm eine quadratische Grundfläche besaß, an den Ecken vier kleine Bastionen aufwies und durch eine außenliegende, vom Turm abgesetzte Treppe zu erreichen war. Damit folgte er in der Grundstruktur den anderen unter der Herrschaft des Großmeisters Alof de Wignacourt erbauten Küstentürmen.
Die Grundsteinlegung erfolgte im April 1620, die Zeremonie wurde ausführlich von dem Notar Salvatore Ciantar in einer Beschreibung festgehalten. Spätestens 1888 wurden die letzten Reste des Turms von britischen Truppen beseitigt, um das Schussfeld der Delle Grazie Battery freizumachen.